# Atlético Progresso Clube
L'Atlético Progresso Clube, noto anche semplicemente come Progresso, è una società calcistica brasiliana con sede nella città di Mucajaí, nello stato del Roraima.

## Storia
Il club è stato fondato il 21 luglio 1959. Ha partecipato al Campeonato Brasileiro Série C per la prima volta nel 1995, di nuovo nel 1997 e nel 2008. Il club è stato eliminato alla prima fase in tutte e tre le edizioni.